# Ol'ga Aleksandrovna Spesivceva
Ol'ga Aleksandrovna Spesivceva (in russo Ольга Алекса́ндровна Спеси́вцева?) (Rostov sul Don, 18 luglio 1895 – New York, 16 settembre 1991) è stata una ballerina russa, la cui carriera teatrale ha attraversato gli anni dal 1913 al 1939. Viene considerata una delle massime prime ballerine del ventesimo secolo con uno stile impeccabile ed una spiritualità scenica che è l'incarnazione della ballerina romantica.
Della sua interpretazione di Giselle si diceva:

## Biografia
Ol'ga Spesivceva è nata a Rostov sul Don il 18 luglio del 1895 (alcune fonti citano il 4 luglio), figlia di un cantante d'opera. Dopo la morte del padre, Ol'ga venne inviata in un orfanotrofio che aveva collegamenti con il teatro di San Pietroburgo, qui fece delle audizioni ed entrò all'Accademia imperiale del Balletto di San Pietroburgo nel 1906, dove fu allieva di Klavdija Kuličevskaja e di Evgenija Pavlovna Sokolova.
Dopo il diploma, conseguito nel 1913, entrò a far parte del teatro Mariinskij, dove fu promossa ballerina nel 1916, venendo definita una squisita ballerina romantica con una tecnica perfetta, ideale per ruoli come Giselle e Odette-Odile nel Lago dei cigni.
Nel 1916, Sergej Djagilev la invitò a una tournée con i Balletti Russi negli Stati Uniti, dove la Spesivceva ballò con Vaclav Nižinskij in Le Spectre de la rose, La Sylphide e La bella addormentata. Nel 1918, tornata al Mariinskij dopo la rivoluzione russa del 1917, fu promossa come prima ballerina.
In seguito continuò ad esibirsi con i Balletti Russi all'estero, a Londra nel 1921 e al teatro Colon di Buenos Aires nel 1923. Con l'aiuto del suo ex-marito Boris Kaplun, un funzionario bolscevico amante delle arti, lasciò la Russia nel 1924, accettando l'ingaggio come étoile presso il Balletto dell'Opera di Parigi, dove rimase fino al 1932.
Nel 1932 fece una storica performance a Londra nel balletto Giselle, con partner Anton Dolin del Royal Ballet, con le coreografie di Nikoláj Grigor'evič Sergéev, che per questa produzione vinse la medaglia dell'Academie Nationale de Musique et la Danse. Dal 1932 al 1937 fece tournée in tutto il mondo, eseguendo ruoli sia dal repertorio classico che contemporaneo con coreografi come Michail Fokin e Bronislava Nijinskaja.
Vivere durante la rivoluzione in Russia fu per la Spesivceva una terribile esperienza, la giovane ballerina era infatti di salute fragile e le privazioni e le sofferenze subite contribuirono da una parte, a farla ammalare di tubercolosi e dall'altra, ad influire profondamente sulla sua condizione mentale. Soffriva infatti di periodi di depressione e paranoia già dal 1934, credendo di essere costantemente spiata e che si stesse complottando per tagliarle via i piedi. Le sue paure la seguivano ovunque lei andasse, evidenziando i primi segni della sua malattia mentale, finché nel 1937, mentre era in tournée a Sydney, abbandonò il palco a causa di un esaurimento nervoso e fu ricoverata in ospedale.
Nel 1939 si trasferì negli Stati Uniti a New York, dove, presa una pausa dal ballo, lavorò come consulente per il Ballet Theatre Foundation, ma nel 1943 subì un altro esaurimento nervoso con un grave attacco di panico nella sua camera d'albergo. I medici accorsi consigliarono il ricovero in un manicomio dove la Spesivceva fu sottoposta a elettroshock, riuscendo ad evitare per sua fortuna una lobotomia, pratica comune a quel tempo. Fu dimessa dall'ospedale psichiatrico dopo 10 anni di internamento.
La BBC ha prodotto un programma breve sulla sua vita nel 1964, e due anni dopo Anton Dolin scrisse il libro: La suprema ballerina classica del secolo.